# Ánir
Ánir este un sat în partea vestică a insulei Borðoy din arhipelagul Feroe. Fondat în 1840. Din punct de vedere administrativ localitatea aparține comunei Klaksvík.

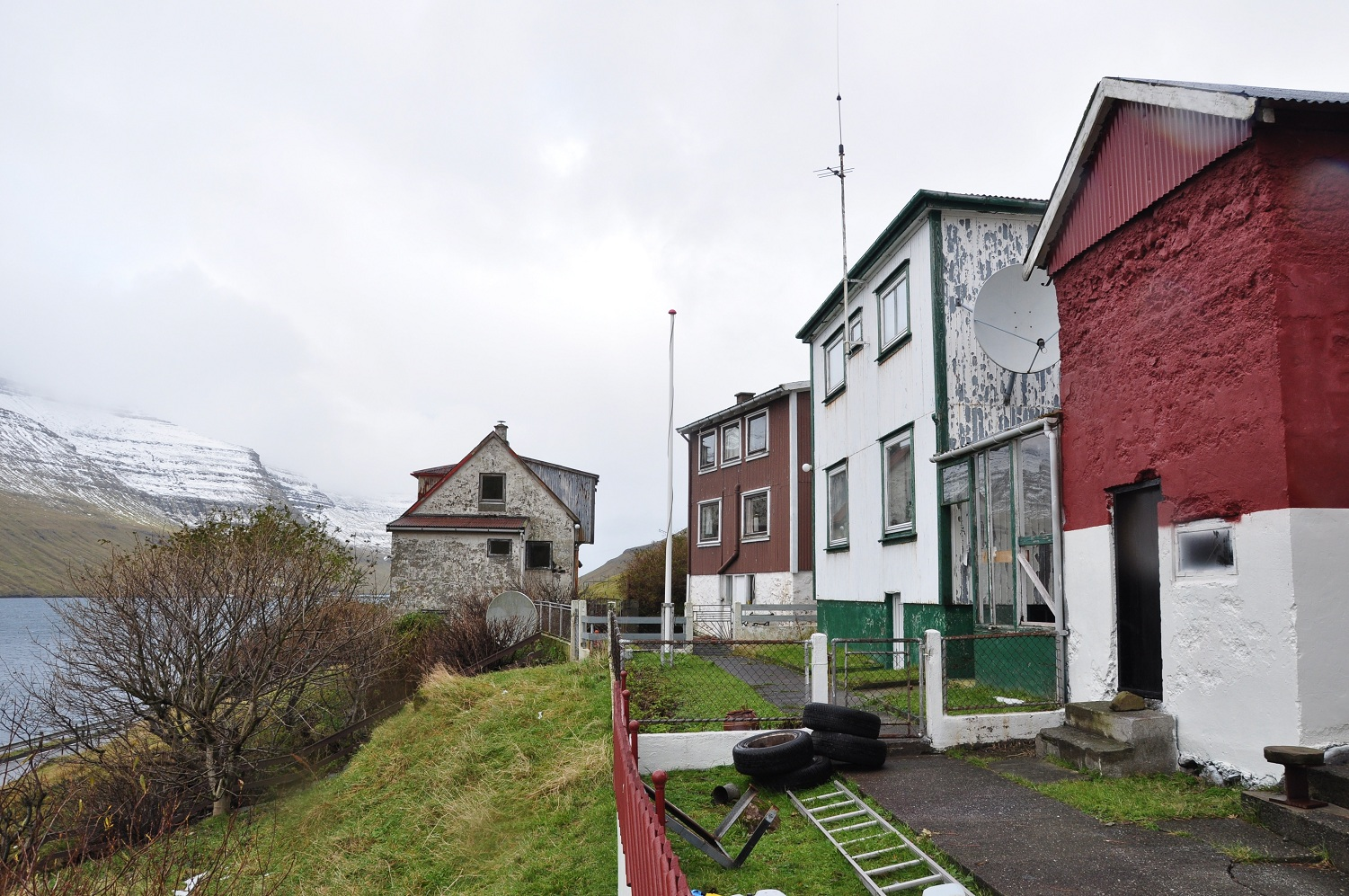
Ánir